# Fleckenhörniger Halsbock
Der Fleckenhörnige Halsbock (Paracorymbia maculicornis, Syn.: Leptura maculicornis, Corymbia maculicornis, Stictoleptura maculicornis) ist ein Bockkäfer aus der Unterfamilie der Schmalböcke (Lepturinae).

## Beschreibung
Die acht bis zehn Millimeter große Art ist von den meisten ähnlichen mitteleuropäischen Bockkäferarten durch die gelblich geringelten mittleren Fühlerglieder zu unterscheiden. Die bräunlichen Flügeldecken sind an der Spitze geschwärzt. Nur Paracorymbia hybrida besitzt ähnlich gefärbte Fühler, ist aber größer und hat keine angedunkelten Flügeldeckenspitzen.

## Vorkommen
Der Fleckenhörnige Halsbock kommt in Frankreich, Mittel- und Nordeuropa, auf dem Balkan, im Ural sowie im Kaukasus vor. Neben der weit verbreiteten Paracorymbia maculicornis maculicornis (De Geer, 1775) lebt in Griechenland eine eigene Unterart, Paracorymbia maculicornis ondreji (Slama, 1993). In Mitteleuropa ist die Art in montanen Lagen meist nicht selten, kommt aber auch in der Ebene vor. Aktuelle Meldungen fehlen lediglich aus Niedersachsen, Schleswig-Holstein und Brandenburg.

## Lebensweise
Die Larve entwickelt sich in zwei Jahren vorwiegend in Nadel-, seltener in Laubholz. Sie lebt in ungefähr 15 Zentimeter starken, morschen Ästen. Von Juni bis Juli fliegen die tagaktiven Käfer. Sie sind häufig auf Blüten anzutreffen, wo sie sich auch paaren.